# Passiflora cauliflora
Passiflora cauliflora là một loài thực vật có hoa trong họ Lạc tiên. Loài này được Harms mô tả khoa học đầu tiên năm 1906 publ. 1907.